# Стояки постійного опору
Стояки постійного опору (рос. стойки постоянного сопротивления; англ. permanent resistance props, unyielding prop; нім. Stempel m mit konstantem Einsinkwiderstand m) — кріпильні стояки кріплень очисних виробок, робочий опір яких досягається при дуже невеликому опусканні висувної частини чи тільки при їх пружних деформаціях, а далі висувна частина опускається при постійному опорі. До стояків постійного опору належать стояки тертя типу ТУ, ТЖ та стояки гідравлічні типу ГСУМ, ГВТ і т. ін. Успішно конкурують зі стояками зростаючого опору.